# Santa Lucía (Ponferrada)
Santa Lucía es una localidad del municipio de Ponferrada, situado en El Bierzo, en la provincia de León (España). 

## Situación
Se encuentra situada en el Valle de Santa Lucía, que forma parte del Valle del Oza, en la falda del pico de la Aquiana.

## Población
En el INE de 2021 no tiene ningún habitante censado en la localidad.
- Datos: Q6120483